# Крапон сир Арзон
Крапон сир Арзон (фр. Craponne-sur-Arzon) насеље је и општина у централној Француској у региону Оверња, у департману Горња Лоара која припада префектури Пиј ан Веле.
По подацима из 2011. године у општини је живело 2171 становника, а густина насељености је износила 65,06 становника/km². Општина се простире на површини од 33,37 km². Налази се на средњој надморској висини од 937 метара (максималној 1.063 m, а минималној 771 m).

## Демографија
| 1962. | 1968. | 1975. | 1982. | 1990. | 1999. | 2011. |
| ----- | ----- | ----- | ----- | ----- | ----- | ----- |
| 2.925 | 3.004 | 3.086 | 3.186 | 3.008 | 2.653 | 2.171 |

График промене броја становника у току последњих година